# Munro (Berg)

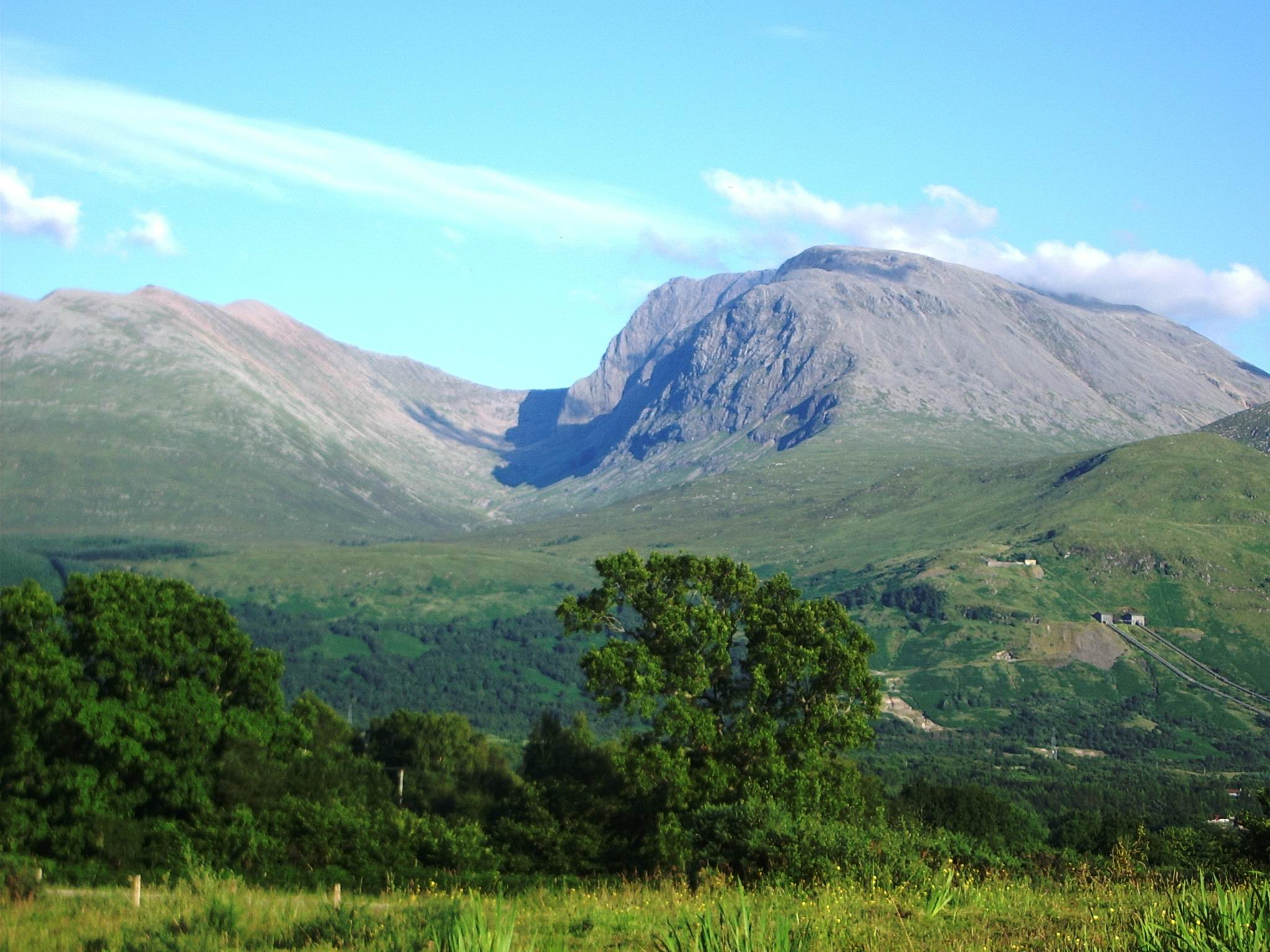
Der Ben Nevis ist mit 4413 Fuß (1345 Meter) der höchste Munro.

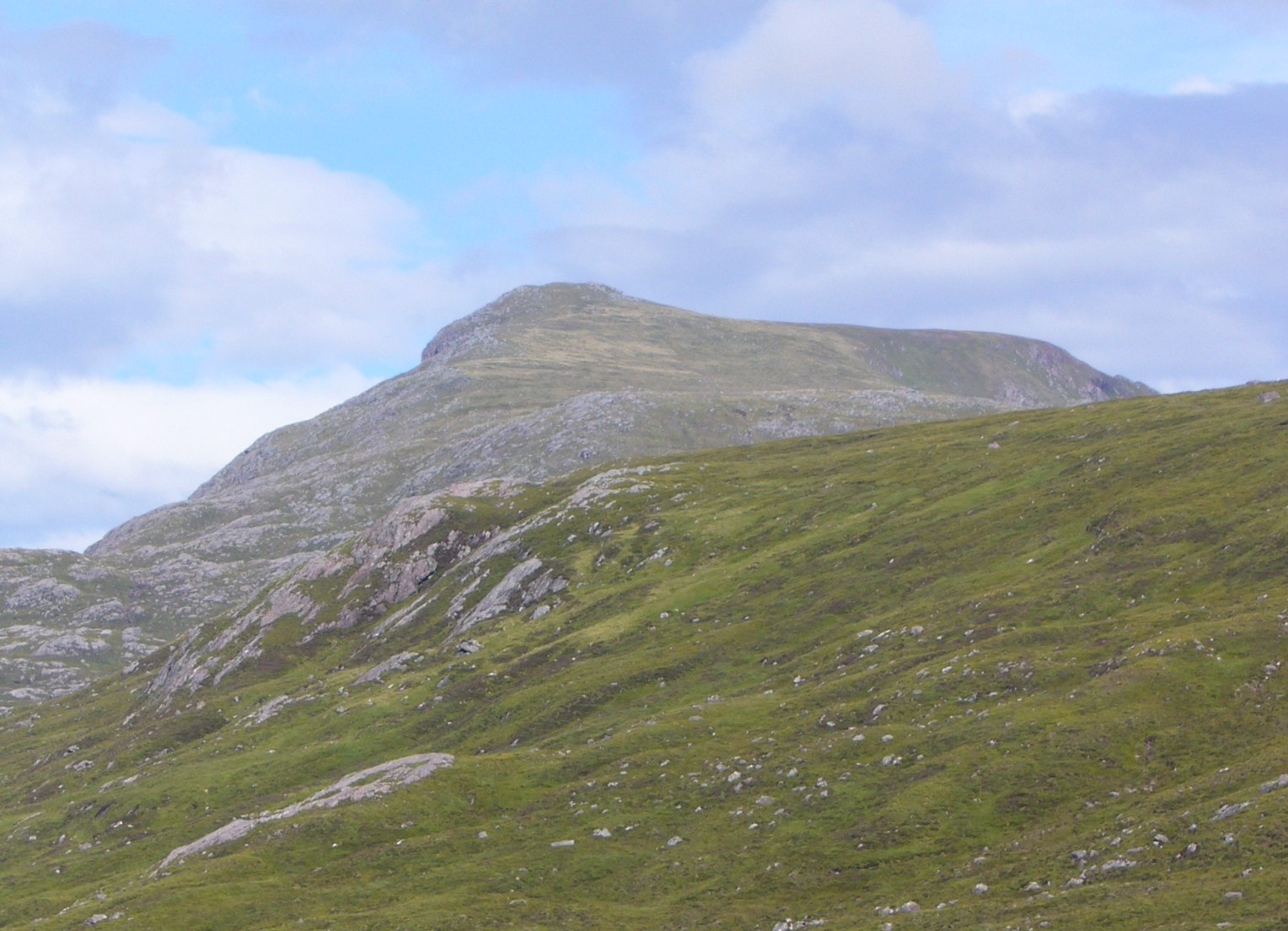
Der 3173 Fuß (967 Meter) hohe A' Mhaighdean in der Letterewe Wilderness nordöstlich von Kinlochewe gilt als einer der entlegensten Munros.

Als Munro wird ein schottischer Berg klassifiziert, wenn er höher als 3000 ft (914,4 m) ist und sein Gipfel eine (nicht exakt definierte) „gewisse Eigenständigkeit“ aufweist.
Die Bezeichnung geht auf Sir Hugh Munro zurück, der erstmals 1891 eine Liste aller solchen Berge herausgab, die „Tables of the 3000 ft Mountains of Scotland“. Die Liste ist seitdem mehrfach überarbeitet worden und begründete das Munro-Bagging. Seit 2012 umfasst sie insgesamt 282 Munros. Munro selbst hat nicht alle Munros erwandert – als er 1919 starb, fehlten ihm noch zwei Gipfel.

## Definition und Anzahl der Munros
Hugh Munro führte alle Gipfel auf, die er persönlich als „eigenständig“ betrachtete, ohne jemals eine klare Definition dafür vorzulegen. Auch der Scottish Mountaineering Club (SMC), der die Liste in seiner Nachfolge betreut, hat dies nicht getan, hat jedoch alle Gipfel mit einer Schartenhöhe von mindestens 500 ft (152,4 m) in die Liste der Munros aufgenommen. Viele Munros weisen allerdings auch deutlich geringere Schartenhöhen auf, darunter bekannte Gipfel wie The Devil’s Point mit 89 Meter Schartenhöhe.
Der höchste Munro ist zugleich der höchste Berg Großbritanniens, der Ben Nevis, mit 4413 ft (1345 m). Niedrigster Munro ist der Beinn Teallach mit 3.001 ft (915 m).
Erhebungen über 3000 ft, die keine für einen Munro ausreichende Eigenständigkeit zeigen, werden als (Munro-)Top bezeichnet und gesondert gelistet.

### Real Munros
Das von Sir Hugh und dem SMC nicht genauer definierte Kriterium der „gewissen Eigenständigkeit“ hat unter manchen Bergsteigern und Munro-Baggern zur Bildung einer Untergruppe geführt, in der sie alle Munros mit einer Schartenhöhe von mehr als 150 Metern einordnen und als Real Munros („Echte Munros“) bezeichnen. Das Schartenhöhenkriterium entspricht fast dem der Marilyns, so dass jeder Munro, der auch ein Marilyn ist, zu den Real Munros zählt. 81 der Munros sind P600s, das sind die (insgesamt 120) Berge der britischen Inseln mit einer Schartenhöhe (englisch prominence) von mindestens 600 Metern. Der SMC hat diese und andere Differenzierungen und Unterteilungen nicht in seine Liste der Munros übernommen.

### Anzahl der Munros
Bei der letzten Revision der Liste durch den SMC im September 2012 verlor der Beinn a' Chlaidheimh den Status als Munro, nachdem seine Höhe zu 2998 ft neu vermessen wurde. Seitdem gibt es in Schottland 282 Munros. Von diesen erfüllen 202 die an „Real Munros“ angelegten Kriterien, davon sind wiederum 54 P600s. Der SMC führt in seinen Listen zudem 227 Munro-Tops.

## Munro-Bagging
Als Munro Bagging wird die sportliche Herausforderung des „Munro-Sammelns“ bezeichnet, mit dem Ziel, die Gipfel aller Munros zu erreichen. Wer alle Munros bestiegen hat, darf sich „Munroist“ nennen.

## Andere Bergarten in Schottland

### Corbetts
Corbetts sind schottische Berge zwischen 2500 ft (762 m) und 3000 ft und einer Schartenhöhe von mindestens 500 ft (152,4 m). Die Liste wurde erstmals in den 1920er Jahren von John Rooke Corbett, einem Bergsteiger aus Bristol, erstellt. Insgesamt gibt es in Schottland 222 Corbetts. Erhebungen zwischen 2500 ft und 3000 ft, die keine für einen Corbett ausreichende Eigenständigkeit zeigen, werden als Corbett-Top bezeichnet und gesondert gelistet.

### Grahams
Grahams (alternative Bezeichnung: Fionas) sind schottische Berge mit einer Höhe zwischen 2000 ft (610 m) und 2500 ft und einer Schartenhöhe von mindestens 150 m (492 ft). Es gibt insgesamt 231 Grahams. Die erste Liste von Grahams publizierte der Wanderautor Alan Dawson 1992. Dawson benannte sie später zu Ehren von Fiona Torbet (geborene Graham) die etwa zeitgleich ebenfalls eine Liste dieser Berge zusammengestellt hatte. Erhebungen zwischen 2000 ft und 2500 ft, die keine für einen Graham ausreichende Eigenständigkeit zeigen, werden als Graham-Top bezeichnet und gesondert gelistet.

### Donalds
Donalds sind Berge in den schottischen Lowlands (bestehend aus Southern Uplands und Central Lowlands), die eine Höhe zwischen 2000 ft und 2500 ft und mindestens 30 m (98 ft) Schartenhöhe haben. Donalds sind wesentlich seltener und niedriger als ihre großen Verwandten. Es gibt nur 89 Donalds in Schottland. Namensgeber ist Percy Donald, der eine Liste dieser Berge veröffentlichte. Eine genaue Definition eines Donalds gibt es nicht.

## Bergarten auf den Britischen Inseln

### Marilyns
In Anlehnung an die Schauspielerin Marilyn Monroe, deren Nachname ein Homophon zu Munro darstellt, bezeichnete der Wanderführerautor Alan Dawson alle Hügel oder Erhebungen auf den Britischen Inseln, die eine relative Höhe bzw. Schartenhöhe von mindestens 150 Metern (492 ft) aufweisen, in Form eines Wortspiels als Marilyns. Alle Corbetts und Grahams sind aufgrund der weitgehend gleichen Anforderung an die Schartenhöhe auch als Marilyns eingestuft, jedoch gibt es unter den Munros viele, die keine Marilyns sind.

### Furths
Furths (eine Substantivierung der Präposition furth, „außerhalb“) sind Berge auf den britischen Inseln, die nicht in Schottland liegen, aber die übrigen Anforderungen an Munros erfüllen. Insgesamt gibt es derzeit 34 Furths. Davon liegen sechs in England, 15 in Wales und 13 in Irland.

### Hewitts
Hewitts sind alle Erhebungen in England, Wales und Irland von mindestens 2000 ft Höhe („Hills in England, Wales and Ireland over two thousand feet“) und 30 m Schartenhöhe. Auch diese Kategorie geht auf Alan Dawson zurück. Hier wurde Schottland explizit ausgenommen, weil es die Liste sprengen würde.